# Софонисба (Княжнин)
«Софонисба» — трагедия русского писателя Якова Княжнина, написанная в 1787 и впервые поставленная на сцене в 1789 году.
Княжнин использовал в пьесе классический сюжет, связанный со Второй Пунической войной и популярный в европейской драматургии Нового времени. Главная героиня — карфагенская аристократка Софонисба, которая была женой двух нумидийских царей, сначала врага Рима Сифакса, а потом — союзника Рима Массиниссы. Римляне потребовали её выдачи, Массинисса предложил жене на выбор жизнь в рабстве или самоубийство, и она приняла яд.
В этой пьесе Княжнин впервые открыто высказывается против монархии в принципе, а не конкретного монарха-тирана (позже эта тема нашла продолжение в трагедии «Вадим Новгородский»). Сюжет привлёк его благодаря возможности столкнуть три сильных характера: Софонисбы, Массиниссы и Сципиона. 